# Saint-Nicolas-de-la-Grave
Pour les articles homonymes, voir Saint-Nicolas.
Saint-Nicolas-de-la-Grave, connu sous la Révolution sous le nom de La Grave-Bec-du-Tarn et La Grave-du-Bec, est une commune française située dans l'ouest du département de Tarn-et-Garonne, en région Occitanie. Sur le plan historique et culturel, la commune est dans la Lomagne, une ancienne circonscription de la province de Gascogne ayant titre de vicomté, surnommée « Toscane française ».
Exposée à un climat océanique altéré, elle est drainée par la Garonne, le Tarn, la Sère, le Bourdon, le ruisseau de Millole et par divers autres petits cours d'eau. La commune possède un patrimoine naturel remarquable : trois sites Natura 2000 (Les « vallées du Tarn, de l'Aveyron, du Viaur, de l'Agout et du Gijou », « Garonne, Ariège, Hers, Salat, Pique et Neste » et la « vallée de la Garonne de Muret à Moissac ») et trois zones naturelles d'intérêt écologique, faunistique et floristique.
Saint-Nicolas-de-la-Grave est une commune rurale qui compte 2 287 habitants en 2022. Elle est dans l'unité urbaine de Saint-Nicolas-de-la-Grave et fait partie de l'aire d'attraction de Moissac. Ses habitants sont appelés les Nicolaïtes.

## Géographie

### Localisation
Commune située en Rivière-Verdun au carrefour des provinces de la Gascogne, de la Guyenne et du Quercy. Bordé de vergers et de cultures, le village domine la plaine de la Garonne et de la Sère.
Édifié sur la rive gauche de la Garonne, à proximité de son confluent avec le Tarn, le village se trouve à 70 km de Toulouse, à 32 km d'Agen, à 11 km de Castelsarrasin et à 8 km de Moissac et à 13 km de Valence d'Agen.

### Communes limitrophes
Saint-Nicolas-de-la-Grave est limitrophe de huit autres communes.
Les communes limitrophes sont Boudou, Castelmayran, Castelsarrasin, Caumont, Malause, Merles, Moissac et Le Pin.
| Malause | Boudou                    | Moissac        |
| Merles  | Saint-Nicolas-de-la-Grave | Castelsarrasin |
| Le Pin  | Caumont                   | Castelmayran   |

### Géologie et relief
La superficie de la commune est de 2 934 hectares ; son altitude varie de 59  à   88 mètres.

### Hydrographie

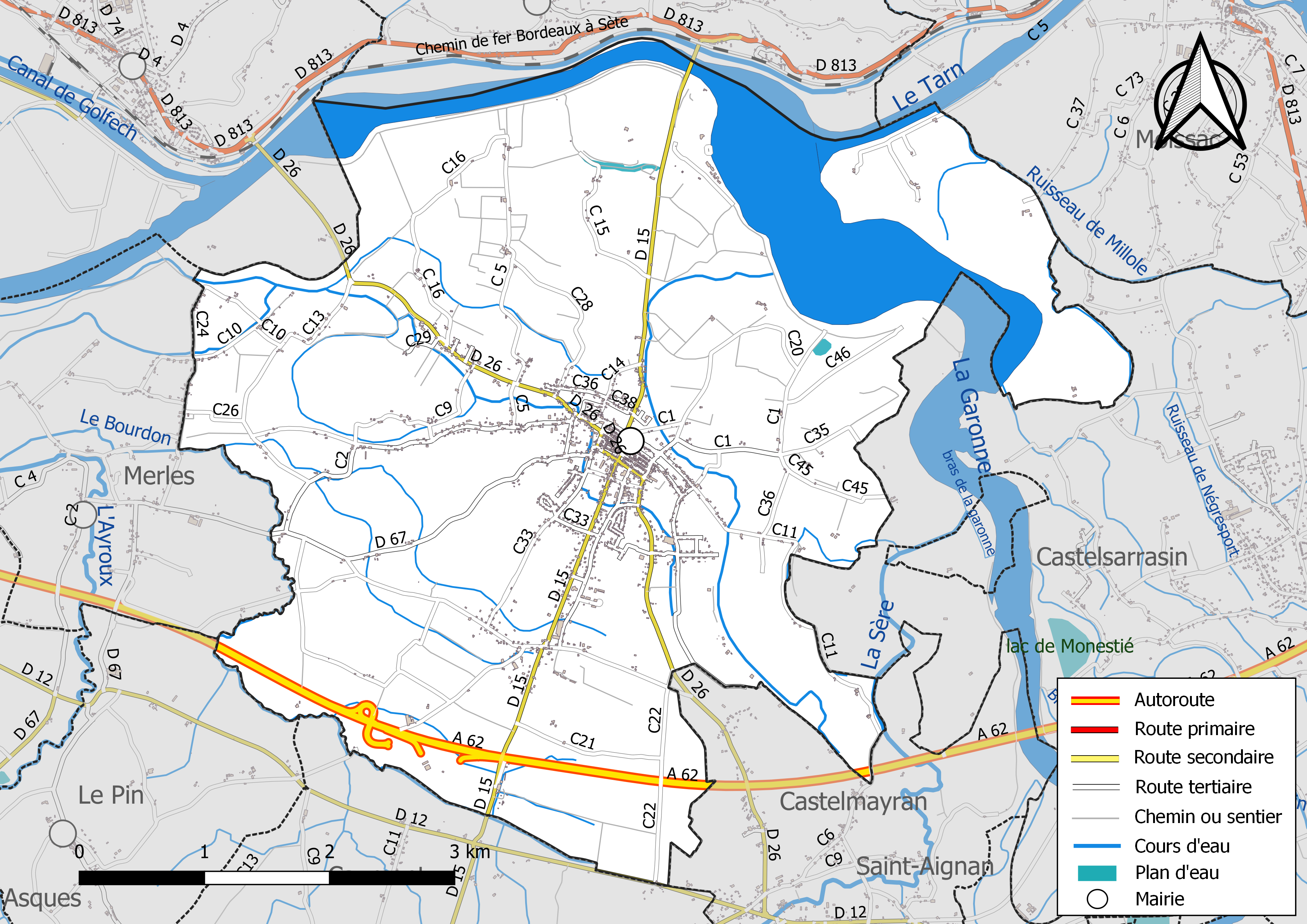
Réseaux hydrographique et routier de Saint-Nicolas-de-la-Grave.

La commune est dans le bassin versant de la Garonne, au sein du bassin hydrographique Adour-Garonne. Elle est drainée par la Garonne, le Tarn, la Sère, le Bourdon, le ruisseau de Millole, le ruisseau de la Mouline et par divers petits cours d'eau, constituant un réseau hydrographique de 41 km de longueur totale,.
La Garonne est un fleuve principalement français prenant sa source en Espagne et qui coule sur 529 km avant de se jeter dans l’océan Atlantique.
Le Tarn, d'une longueur totale de 380 km, prend sa source dans la commune de pont de Montvert - Sud Mont Lozère et s'écoule d'est en ouest. Il se jette dans la Garonne sur le territoire communal, après avoir traversé 98 communes.
La Sère, d'une longueur totale de 31,8 km, prend sa source dans la commune de Castéron et s'écoule du sud-ouest vers le nord-ouest. Elle traverse la commune et se jette dans la Garonne à Castelsarrasin, après avoir traversé 15 communes.

### Climat
Pour des articles plus généraux, voir Climat de l'Occitanie et Climat de Tarn-et-Garonne.
En 2010, le climat de la commune est de type climat du Bassin du Sud-Ouest, selon une étude du Centre national de la recherche scientifique s'appuyant sur une série de données couvrant la période 1971-2000. En 2020, Météo-France publie une typologie des climats de la France métropolitaine dans laquelle la commune est exposée à un climat océanique altéré et est dans la région climatique Aquitaine, Gascogne, caractérisée par une pluviométrie abondante au printemps, modérée en automne, un faible ensoleillement au printemps, un été chaud (19,5 °C), des vents faibles, des brouillards fréquents en automne et en hiver et des orages fréquents en été (15 à 20 jours).
Pour la période 1971-2000, la température annuelle moyenne est de 13,3 °C, avec une amplitude thermique annuelle de 15,8 °C. Le cumul annuel moyen de précipitations est de 736 mm, avec 9,2 jours de précipitations en janvier et 5,9 jours en juillet. Pour la période 1991-2020, la température moyenne annuelle observée sur la station météorologique de Météo-France la plus proche, « Castelsarrasin », sur la commune de Castelsarrasin à 7 km à vol d'oiseau, est de 13,6 °C et le cumul annuel moyen de précipitations est de 698,6 mm. 
La température maximale relevée sur cette station est de 43,1 °C, atteinte le 24 août 2023 ; la température minimale est de −13,8 °C, atteinte le 9 février 2012,,.
Les paramètres climatiques de la commune ont été estimés pour le milieu du siècle (2041-2070) selon différents scénarios d'émission de gaz à effet de serre à partir des nouvelles projections climatiques de référence DRIAS-2020. Ils sont consultables sur un site dédié publié par Météo-France en novembre 2022.

### Milieux naturels et biodiversité

#### Réseau Natura 2000

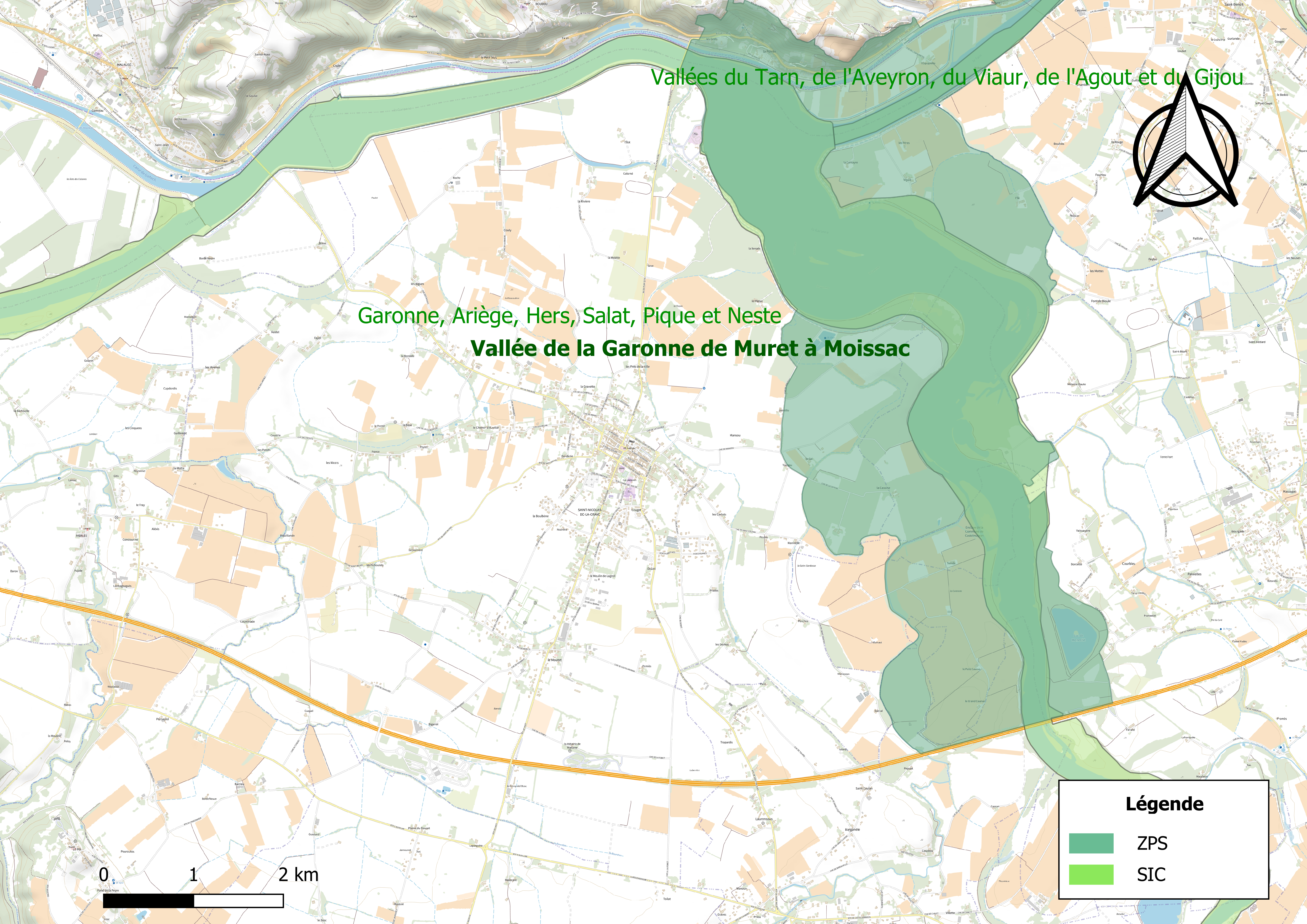
Sites Natura 2000 sur le territoire communal.

Le réseau Natura 2000 est un réseau écologique européen de sites naturels d'intérêt écologique élaboré à partir des directives habitats et oiseaux, constitué de zones spéciales de conservation (ZSC) et de zones de protection spéciale (ZPS).
Deux sites Natura 2000 ont été définis sur la commune au titre de la directive habitats :
- Les « vallées du Tarn, de l'Aveyron, du Viaur, de l'Agout et du Gijou », d'une superficie de 17 144 ha, s'étendant sur 136 communes dont 41 dans l'Aveyron, 8 en Haute-Garonne, 50 dans le Tarn et 37 dans le Tarn-et-Garonne. Elles présentent une très grande diversité d'habitats et d'espèces dans ce vaste réseau de cours d'eau et de gorges. La présence de la Loutre d'Europe et de la moule perlière d'eau douce est également d'un intérêt majeur[18] ;
- « Garonne, Ariège, Hers, Salat, Pique et Neste », d'une superficie de 9 581 ha, un réseau hydrographique pour les poissons migrateurs, avec des zones de frayères actives et potentielles importantes pour le Saumon en particulier qui fait l'objet d'alevinages réguliers et dont des adultes atteignent déjà Foix sur l'Ariège[19] ;

et un au titre de la directive oiseaux : 
- la « vallée de la Garonne de Muret à Moissac », d'une superficie de 4 493 ha, hébergeant une avifaune bien représentée en diversité, mais en effectifs limités (en particulier, baisse des populations de plusieurs espèces de hérons). Sept espèces de hérons y nichent, dont le héron pourpré, ainsi que le Milan noir (avec des effectifs importants), l'Aigle botté, le Petit gravelot, la Mouette mélanocéphale, la Sterne pierregarin et le Martin-pêcheur[20].

#### Zones naturelles d'intérêt écologique, faunistique et floristique
L’inventaire des zones naturelles d'intérêt écologique, faunistique et floristique (ZNIEFF) a pour objectif de réaliser une couverture des zones les plus intéressantes sur le plan écologique, essentiellement dans la perspective d’améliorer la connaissance du patrimoine naturel national et de fournir aux différents décideurs un outil d’aide à la prise en compte de l’environnement dans l’aménagement du territoire.
Une ZNIEFF de type 1 est recensée sur la commune :
« la Garonne de Montréjeau jusqu'à Lamagistère » (5 075 ha), couvrant 92 communes dont 63 dans la Haute-Garonne, trois en Lot-et-Garonne et 26 en Tarn-et-Garonne et deux ZNIEFF de type 2, : 
- la « basse vallée du Tarn » (3 623 ha), couvrant 49 communes dont huit dans la Haute-Garonne, 20 dans le Tarn et 21 dans le Tarn-et-Garonne[23] ;
- « la Garonne et milieux riverains, en aval de Montréjeau » (6 874 ha), couvrant 93 communes dont 64 dans la Haute-Garonne, trois en Lot-et-Garonne et 26 en Tarn-et-Garonne[24].

Carte des ZNIEFF de type 1 et 2 à Saint-Nicolas-de-la-Grave.
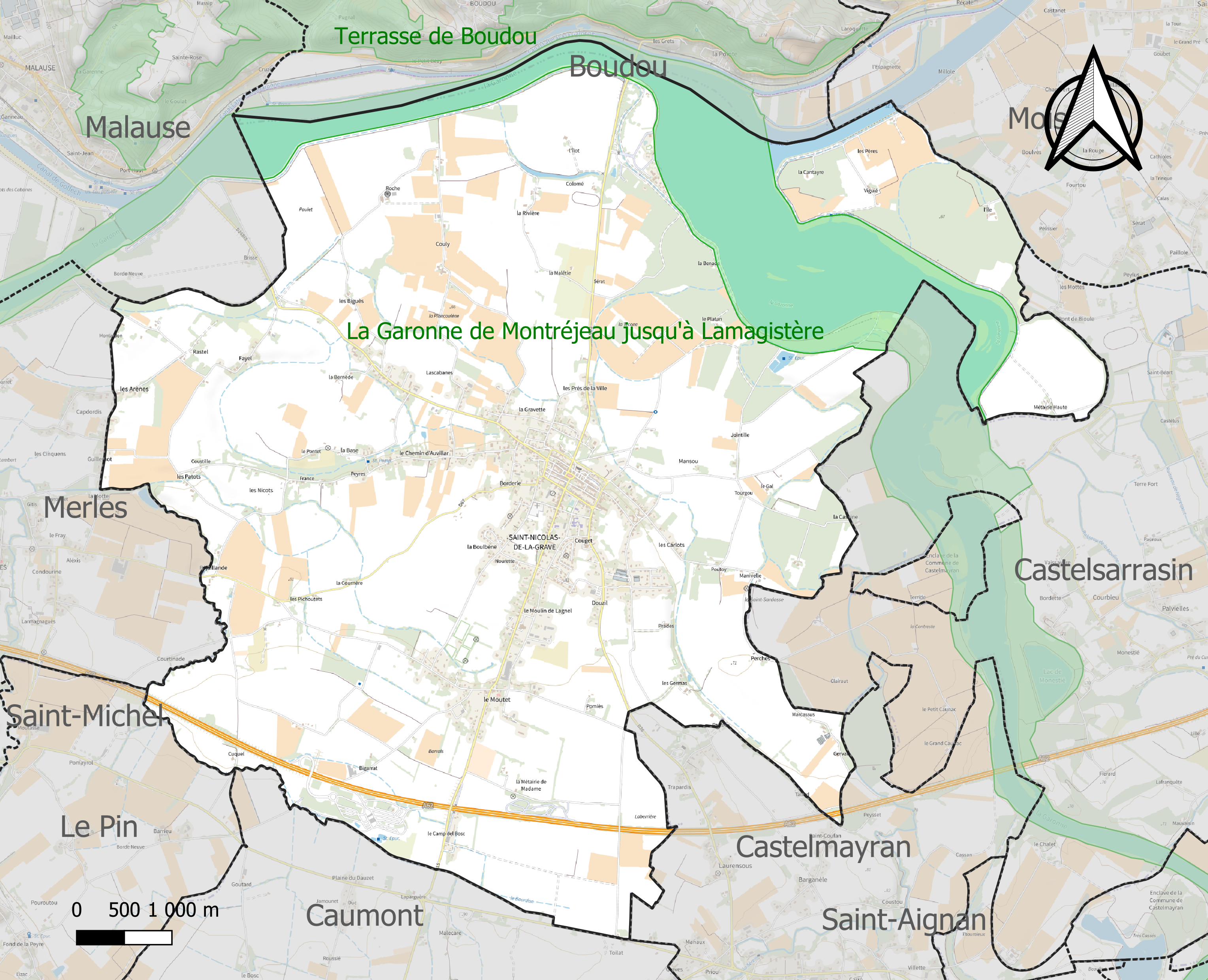
Carte de la ZNIEFF de type 1 sur la commune.
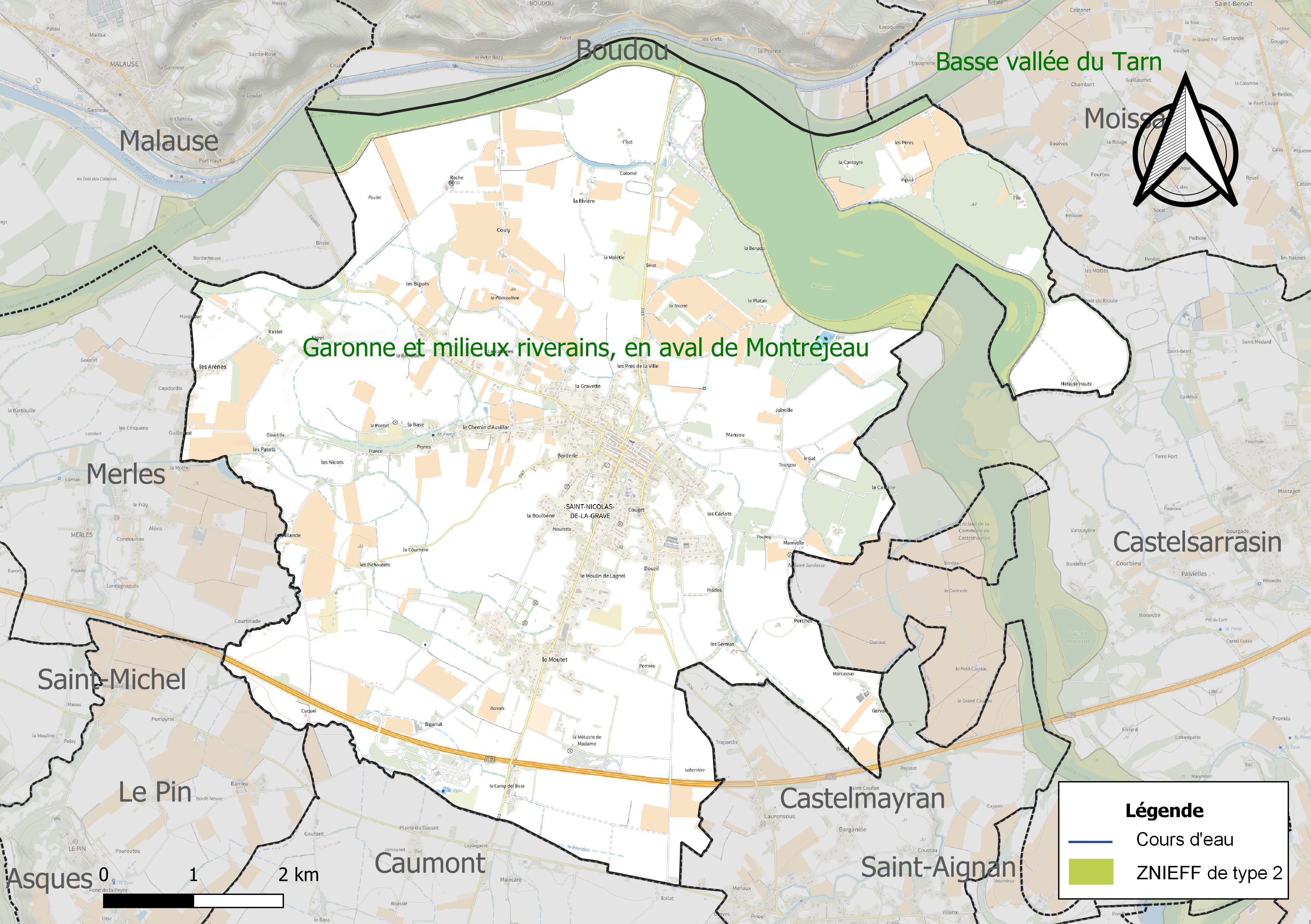
Carte des ZNIEFF de type 2 sur la commune.

## Urbanisme

### Typologie
Au 1er janvier 2024, Saint-Nicolas-de-la-Grave est catégorisée bourg rural, selon la nouvelle grille communale de densité à sept niveaux définie par l'Insee en 2022.
Elle appartient à l'unité urbaine de Saint-Nicolas-de-la-Grave, une unité urbaine monocommunale constituant une ville isolée,. Par ailleurs la commune fait partie de l'aire d'attraction de Moissac, dont elle est une commune de la couronne,. Cette aire, qui regroupe 7 communes, est catégorisée dans les aires de moins de 50 000 habitants,.

### Occupation des sols

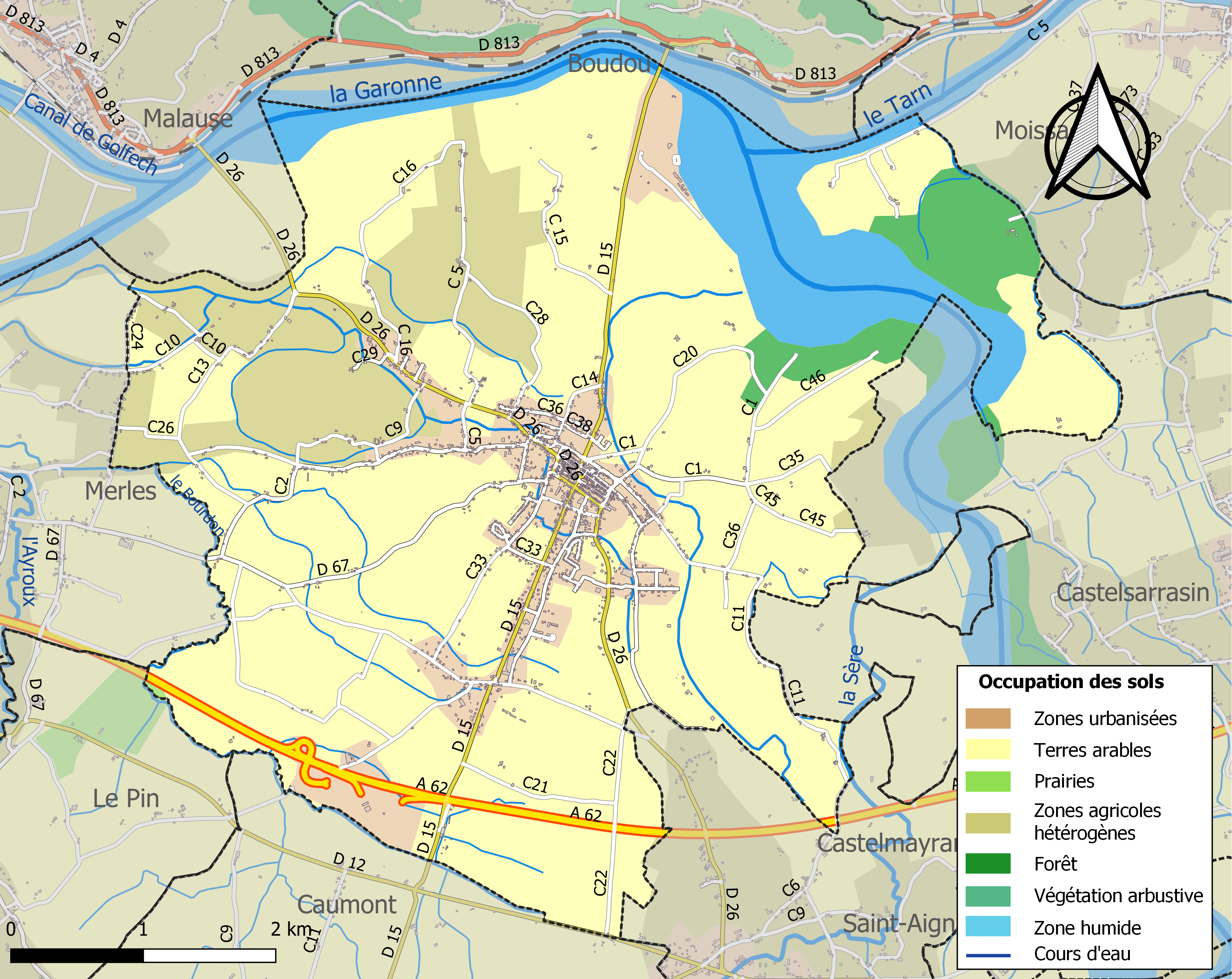
Carte des infrastructures et de l'occupation des sols de la commune en 2018 (CLC).

L'occupation des sols de la commune, telle qu'elle ressort de la base de données européenne d’occupation biophysique des sols Corine Land Cover (CLC), est marquée par l'importance des territoires agricoles (77,1 % en 2018), une proportion sensiblement équivalente à celle de 1990 (77,6 %). La répartition détaillée en 2018 est la suivante : 
terres arables (54,6 %), zones agricoles hétérogènes (13,1 %), cultures permanentes (9,3 %), eaux continentales (8,8 %), zones urbanisées (7,3 %), forêts (3,9 %), zones industrielles ou commerciales et réseaux de communication (1,6 %), espaces verts artificialisés, non agricoles (1,1 %), prairies (0,1 %). L'évolution de l’occupation des sols de la commune et de ses infrastructures peut être observée sur les différentes représentations cartographiques du territoire : la carte de Cassini (XVIIIe siècle), la carte d'état-major (1820-1866) et les cartes ou photos aériennes de l'IGN pour la période actuelle (1950 à aujourd'hui).

### Voies de communication et transports
Accès avec l'autoroute A62 puis les routes départementales D 813 (ex RN 113) et D 26.

### Risques majeurs
Le territoire de la commune de Saint-Nicolas-de-la-Grave est vulnérable à différents aléas naturels : météorologiques (tempête, orage, neige, grand froid, canicule ou sécheresse), inondations, mouvements de terrains et séisme (sismicité très faible). Il est également exposé à deux risques technologiques,  le transport de matières dangereuses et le risque nucléaire. Un site publié par le BRGM permet d'évaluer simplement et rapidement les risques d'un bien localisé soit par son adresse soit par le numéro de sa parcelle.

#### Risques naturels
Certaines parties du territoire communal sont susceptibles d’être affectées par le risque d’inondation par débordement de cours d'eau, notamment la Garonne, le Tarn et la Sère. La cartographie des zones inondables en ex-Midi-Pyrénées réalisée dans le cadre du XIe Contrat de plan État-région, visant à informer les citoyens et les décideurs sur le risque d’inondation, est accessible sur le site de la DREAL Occitanie. La commune a été reconnue en état de catastrophe naturelle au titre des dommages causés par les inondations et coulées de boue survenues en 1982, 1999 et 2015,.
Saint-Nicolas-de-la-Grave est exposée au risque de feu de forêt. Le département de Tarn-et-Garonne présentant toutefois globalement un niveau d’aléa moyen à faible très localisé, aucun Plan départemental de protection des forêts contre les risques d’incendie de forêt (PFCIF) n'a été élaboré. Le débroussaillement aux abords des maisons constitue l’une des meilleures protections pour les particuliers contre le feu,.

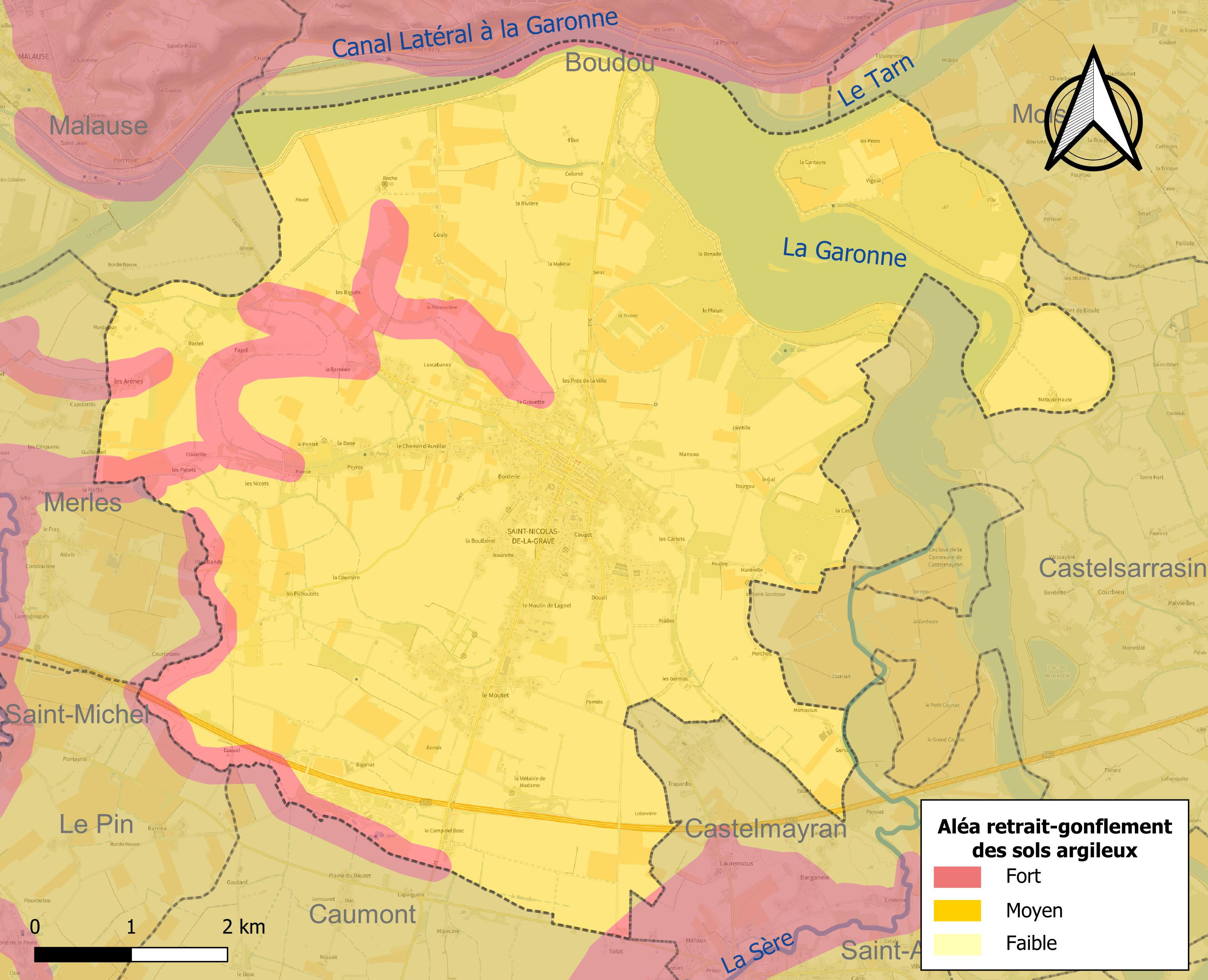
Carte des zones d'aléa retrait-gonflement des sols argileux de Saint-Nicolas-de-la-Grave.

Les mouvements de terrains susceptibles de se produire sur la commune sont des tassements différentiels.
Le retrait-gonflement des sols argileux est susceptible d'engendrer des dommages importants aux bâtiments en cas d’alternance de périodes de sécheresse et de pluie. La totalité de la commune est en aléa moyen ou fort (92 % au niveau départemental et 48,5 % au niveau national). Sur les 985 bâtiments dénombrés sur la commune en 2019, 985 sont en aléa moyen ou fort, soit 100 %, à comparer aux 96 % au niveau départemental et 54 % au niveau national. Une cartographie de l'exposition du territoire national au retrait gonflement des sols argileux est disponible sur le site du BRGM,.
Par ailleurs, afin de mieux appréhender le risque d’affaissement de terrain, l'inventaire national des cavités souterraines permet de localiser celles situées sur la commune.
Concernant les mouvements de terrains, la commune a été reconnue en état de catastrophe naturelle au titre des dommages causés par la sécheresse en 1989, 1991, 2000, 2003, 2009, 2011 et 2015 et par des mouvements de terrain en 1999.

#### Risques technologiques
Le risque de transport de matières dangereuses sur la commune est lié à sa traversée par des infrastructures routières ou ferroviaires importantes ou la présence d'une canalisation de transport d'hydrocarbures. Un accident se produisant sur de telles infrastructures est susceptible d’avoir des effets graves sur les biens, les personnes ou l'environnement, selon la nature du matériau transporté. Des dispositions d’urbanisme peuvent être préconisées en conséquence.
En cas d’accident grave, certaines installations nucléaires sont susceptibles de rejeter dans l’atmosphère de l’iode radioactif. La commune étant située dans le périmètre de sûreté de 20 km autour de la centrale nucléaire de Golfech, elle est exposée au risque nucléaire. En cas d'accident nucléaire, une alerte est donnée par différents médias (sirène, sms, radio, véhicules). Dès l'alerte, les personnes habitant dans le périmètre de 2 km se mettent à l'abri. Les personnes habitant dans le périmètre de 20 km peuvent être amenées, sur ordre du préfet, à évacuer et ingérer des comprimés d'iode,,.

## Toponymie
Durant la Révolution, la commune, alors nommée Saint-Nicolas, porte les noms de La Grave-Bec-du-Tarn, La Grave-du-Bec et La République.
En 1892, la terminaison de-la-Grave est ajoutée au nom de la commune.
En occitan, la ville est nommée Sent Micolau de la Grava.
Ses habitants sont appelés les Nicolaïtes.

## Histoire
Les environs de Saint-Nicolas-de-la-Grave sont occupés dès l'époque gallo-romaine ; les ruines d'une villa ont été retrouvées près du lieu-dit Marcassus, sur la rive gauche de la Sère et un chapiteau corinthien en marbre blanc a été découvert au lieu-dit les Arênes. Des fragments de tuile, de poteries et d'amphores ont également été trouvés à l'ouest du village et au lieu-dit les Patots, un très vieux chemin serait une ancienne voie romaine.
Mais c'est au XIIe siècle que les moines de Moissac édifient un château sur la rive gauche de la Garonne, face au confluent du Tarn, sur le bord du plateau qui domine la plaine d'alluvions. Car le lieu est un carrefour stratégique et il leur est disputé par les vicomtes de Lomagne. Autour du château, une agglomération se développe peu à peu, avec un port au pied du château. En 1135, Guillaume, Abbé de Moissac s'associe au vicomte Saxetus de Lomagne et à la vicomtesse Sybille d'Auvillar pour accorder une charte à ce bourg qui devient la « sauveté » de Saint Nicolas (une sauveté est une agglomération fondée par les monastères antérieurement au mouvement de création des bastides) : les habitants sont libres dans l'enceinte de la ville. Dans un acte additionnel à la charte, le vicomte de Lomagne jure aux moines et aux habitants de Saint-Nicolas de ne jamais leur enlever leur ville ni leur château et de les protéger contre les envahisseurs.
Vers 1185, lors de sa campagne victorieuse en Quercy au cours de laquelle il conquiert seize châteaux, le roi d'Angleterre Richard Cœur-de-Lion aurait séjourné au château et y aurait fait construire la tour de devant dite tour des Anglais. L'abbé Bernard de Montaigu, qui occupe la chaire abbatiale de Moissac de 1260 à 1295, fait construire l'aile ouest du château et ses deux tours de quatre mètres de côtés et hautes de 25 et de 28 mètres.
À la fin du XIIIe siècle, le château est donc achevé avec ses quatre tours ; il mesure 125 mètres dans son axe est-ouest et 100 mètres dans son axe nord-sud. Le plan du bourg est simple ; il s'agit d'un rectangle orienté est-ouest, de 440 mètres de long sur 200 de large, traversé par un axe principal et ceinturé de remparts (aujourd'hui disparus et remplacés par les boulevards) avec en son centre une vaste place.
En 1345, Saint-Nicolas-de-la-Grave était une forteresse.
Avant 1806, la commune absorbe celle voisine de Moutet.

## Politique et administration

### Administration municipale
Le nombre d'habitants au recensement de 2011 étant compris entre 500 et 1 499 habitants, le nombre de membres du conseil municipal pour l'élection de 2014 est de quinze,.

### Rattachements administratifs et électoraux
La commune fait partie de la deuxième circonscription de Tarn-et-Garonne de la communauté de communes Terres des Confluences et du canton de Garonne-Lomagne-Brulhois (avant le redécoupage départemental de 2014, Saint-Nicolas-de-la-Grave était le chef-lieu du canton de Saint-Nicolas-de-la-Grave) et avant le 1er janvier 2017 elle faisait partie de la communauté de communes Sère - Garonne - Gimone.

### Liste des maires
| Période                                  | Période   | Identité                             | Étiquette     | Qualité |
| ---------------------------------------- | --------- | ------------------------------------ | ------------- | --- |
| 1848                                     | 1850      | Jean Delbert aîné                    |               | Conseiller général du canton de Saint-Nicolas-de-la-Grave (1848 → 1852)                                                      |
| Les données manquantes sont à compléter. |           |                                      |               | |
| 1871                                     | 1889      | Joseph Lasserre                      | Centre gauche | Propriétaire Député du Tarn-et-Garonne (1876 → 1889) Conseiller général du canton de Saint-Nicolas-de-la-Grave (1871 → 1890) |
| 1889                                     | 1933      | Maurice Lasserre (fils du précédent) | Républicain   | Avocat Député du Tarn-et-Garonne (1890 → 1902) Conseiller général du canton de Saint-Nicolas-de-la-Grave (1890 → 1907)       |
| 1933                                     | 1945      | Auguste Cabrit                       |               | |
| 1945                                     | 1951      | Henri Barre                          |               | |
| 1951                                     | 1959      | Georges Doustin                      |               | |
| mars 1959                                | 1981      | Jean Lafougère                       |               | |
| 1981                                     | mars 1989 | Jean-Pierre Sieurac                  |               | |
| mars 1989                                | juin 1995 | Jean-Claude Lafite                   |               | |
| juin 1995                                | mars 2001 | Claudine Saulenc                     | PRG           | |
| mars 2001                                | mai 2020  | Joël Capayrou                        | PRG           | Agriculteur Conseiller général du canton de Saint-Nicolas-de-la-Grave (2008 → 2015)                                          |
| mai 2020                                 | En cours  | Bernard Bouché                       | RDG           | |
| Les données manquantes sont à compléter. |           |                                      |               | |

## Population et société

### Démographie
L'évolution du nombre d'habitants est connue à travers les recensements de la population effectués dans la commune depuis 1793. Pour les communes de moins de 10 000 habitants, une enquête de recensement portant sur toute la population est réalisée tous les cinq ans, les populations de référence des années intermédiaires étant quant à elles estimées par interpolation ou extrapolation. Pour la commune, le premier recensement exhaustif entrant dans le cadre du nouveau dispositif a été réalisé en 2006.

En 2022, la commune comptait 2 287 habitants, en évolution de +1,96 % par rapport à 2016 (Tarn-et-Garonne : +3,12 %, France hors Mayotte : +2,11 %).
| 1793  | 1800  | 1806  | 1821  | 1831  | 1836  | 1841  | 1846  | 1851  |
| ----- | ----- | ----- | ----- | ----- | ----- | ----- | ----- | ----- |
| 2 298 | 2 332 | 2 761 | 2 921 | 2 995 | 3 063 | 3 033 | 3 076 | 3 006 |

| 1856  | 1861  | 1866  | 1872  | 1876  | 1881  | 1886  | 1891  | 1896  |
| ----- | ----- | ----- | ----- | ----- | ----- | ----- | ----- | ----- |
| 3 047 | 2 984 | 2 889 | 2 840 | 2 788 | 2 808 | 2 742 | 2 662 | 2 530 |

| 1901  | 1906  | 1911  | 1921  | 1926  | 1931  | 1936  | 1946  | 1954  |
| ----- | ----- | ----- | ----- | ----- | ----- | ----- | ----- | ----- |
| 2 442 | 2 310 | 2 143 | 1 915 | 1 868 | 1 742 | 1 729 | 1 479 | 1 578 |

| 1962  | 1968  | 1975  | 1982  | 1990  | 1999  | 2006  | 2011  | 2016  |
| ----- | ----- | ----- | ----- | ----- | ----- | ----- | ----- | ----- |
| 1 560 | 1 711 | 1 722 | 1 705 | 2 024 | 2 009 | 2 106 | 2 141 | 2 243 |

| 2021  | 2022  | - | - | - | - | - | - | - |
| ----- | ----- | - | - | - | - | - | - | - |
| 2 293 | 2 287 | - | - | - | - | - | - | - |

| selon la population municipale des années : | 1968 | 1975 | 1982 | 1990 | 1999 | 2006 | 2009 | 2013 |
| Rang de la commune dans le département      | 20   | 16   | 16   | 16   | 17   | 18   | 18   | 18   |
| Nombre de communes du département           | 195  | 195  | 195  | 195  | 195  | 195  | 195  | 195  |

### Enseignement
Saint-Nicolas-de-la-Grave fait partie de l'académie de Toulouse.
L'éducation est assurée sur la commune par le groupe scolaire Jean Lafougère et par une école privée Saint Joseph.

### Santé
La commune possède des infirmiers, des médecins généralistes, des dentistes des kinésithérapeutes un Psychologue, une pharmacie et un vétérinaire.

### Culture et festivités
Médiathèque, musée Lamothe-Cadillac, office de tourisme,Festivités Nicolaites (Carnaval)

### Activités sportives
Football la nicolaite, basketball, gymnastique, cyclisme, tennis...

### Écologie et recyclage
La collecte et le traitement des déchets des ménages et des déchets assimilés ainsi que la protection et la mise en valeur de l'environnement se font dans le cadre de la communauté de communes Terres des Confluences.
Sur la commune, il existe une déchèterie située dans la Zone artisanale La Biarne.

## Économie

### Revenus
En 2018, la commune compte 986 ménages fiscaux, regroupant 2 199 personnes. La médiane du revenu disponible par unité de consommation est de 19 820 € (20 140 € dans le département). 40 % des ménages fiscaux sont imposés (42,6 % dans le département).

### Emploi
|                | 2008  | 2013   | 2018   |
| -------------- | ----- | ------ | ------ |
| Commune        | 7,8 % | 9,1 %  | 11,2 % |
| Département    | 8,4 % | 10,2 % | 10,3 % |
| France entière | 8,3 % | 10 %   | 10 %   |

En 2018, la population âgée de 15 à 64 ans s'élève à 1 388 personnes, parmi lesquelles on compte 75,4 % d'actifs (64,2 % ayant un emploi et 11,2 % de chômeurs) et 24,6 % d'inactifs,. En  2018, le taux de chômage communal (au sens du recensement) des 15-64 ans est supérieur à celui du département et de la France, alors qu'en 2008 la situation était inverse.
La commune fait partie de la couronne de l'aire d'attraction de Moissac, du fait qu'au moins 15 % des actifs travaillent dans le pôle,. Elle compte 579 emplois en 2018, contre 489 en 2013 et 527 en 2008. Le nombre d'actifs ayant un emploi résidant dans la commune est de 905, soit un indicateur de concentration d'emploi de 63,9 % et un taux d'activité parmi les 15 ans ou plus de 55 %.
Sur ces 905 actifs de 15 ans ou plus ayant un emploi, 301 travaillent dans la commune, soit 33 % des habitants. Pour se rendre au travail, 86,3 % des habitants utilisent un véhicule personnel ou de fonction à quatre roues, 1,4 % les transports en commun, 4,5 % s'y rendent en deux-roues, à vélo ou à pied et 7,9 % n'ont pas besoin de transport (travail au domicile).

### Activités hors agriculture

#### Secteurs d'activités
154 établissements sont implantés  à Saint-Nicolas-de-la-Grave au 31 décembre 2019. Le tableau ci-dessous en détaille le nombre par secteur d'activité et compare les ratios avec ceux du département,.
| Secteur d'activité                                                                                        | Commune | Commune | Département |
| Secteur d'activité                                                                                        | Nombre  | %       | %           |
| --- | ------- | ------- | ----------- |
| Ensemble                                                                                                  | 154     | 100 %   | (100 %)     |
| Industrie manufacturière, industries extractives et autres                                                | 17      | 11 %    | (9,6 %)     |
| Construction                                                                                              | 18      | 11,7 %  | (14,9 %)    |
| Commerce de gros et de détail, transports, hébergement et restauration                                    | 44      | 28,6 %  | (29,7 %)    |
| Information et communication                                                                              | 1       | 0,6 %   | (1,9 %)     |
| Activités financières et d'assurance                                                                      | 3       | 1,9 %   | (3,4 %)     |
| Activités immobilières                                                                                    | 6       | 3,9 %   | (3,3 %)     |
| Activités spécialisées, scientifiques et techniques et activités de services administratifs et de soutien | 24      | 15,6 %  | (14,1 %)    |
| Administration publique, enseignement, santé humaine et action sociale                                    | 20      | 13 %    | (13,6 %)    |
| Autres activités de services                                                                              | 21      | 13,6 %  | (9,3 %)     |

Le secteur du commerce de gros et de détail, des transports, de l'hébergement et de la restauration est prépondérant sur la commune puisqu'il représente 28,6 % du nombre total d'établissements de la commune (44 sur les 154 entreprises implantées  à Saint-Nicolas-de-la-Grave), contre 29,7 % au niveau départemental.

#### Entreprises et commerces
Les cinq entreprises ayant leur siège social sur le territoire communal qui génèrent le plus de chiffre d'affaires en 2020 sont : 
- Seringes Armatures, fabrication d'articles en fils métalliques, de chaînes et de ressorts (8 973 k€)
- Distribution Verley, supermarchés (5 888 k€)
- CCX Constructions, travaux de maçonnerie générale et gros œuvre de bâtiment (476 k€)
- Architeck, activités des sociétés holding (265 k€)
- Ekycom, commerce de gros (commerce interentreprises) non spécialisé (73 k€)

Au cœur de la vallée de la Garonne, le village vit pour l'essentiel de l'arboriculture et la culture des céréales (maïs notamment). La principale usine, créée en 1968, la scierie Desmazels a connu depuis la fin des années 1990 de nombreux problèmes de gestion. Avec 44 salariés, en février 2009, l'entreprise - spécialisée désormais dans la fabrication de volets - est rachetée en 2006 par le groupe Sothoferm. Mais après une première vague de licenciements (février 2009), le PDG du groupe poitevin Sothoferm, Bernard Paineau a finalement décidé de fermer cette scierie familiale et de licencier les 35 salariés restants.
- Marché fermier tous les lundis.

### Agriculture
La commune est dans les « Vallées et Terrasses », une petite région agricole occupant le centre et une bande d'est en ouest  du département de Tarn-et-Garonne. En 2020, l'orientation technico-économique de l'agriculture  sur la commune est la culture de fruits ou d'autres cultures permanentes.
|               | 1988  | 2000  | 2010  | 2020  |
| ------------- | ----- | ----- | ----- | ----- |
| Exploitations | 123   | 81    | 60    | 52    |
| SAU (ha)      | 1 904 | 1 891 | 1 581 | 1 546 |

Le nombre d'exploitations agricoles en activité et ayant leur siège dans la commune est passé de 123 lors du recensement agricole de 1988  à 81 en 2000 puis à 60 en 2010 et enfin à 52 en 2020, soit une baisse de 58 % en 32 ans. Le même mouvement est observé à l'échelle du département qui a perdu pendant cette période 57 % de ses exploitations,. La surface agricole utilisée sur la commune a également diminué, passant de 1 904 ha en 1988 à 1 546 ha en 2020. Parallèlement la surface agricole utilisée moyenne par exploitation a augmenté, passant de 15 à 30 ha.

## Culture locale et patrimoine

### Lieux et monuments
- Le château de Richard-Cœur-de-Lion, château des abbés de Moissac, (XIIe siècle-XIIIe siècle), actuelle mairie, inscrite au titre des monuments historiques en 1978[61].
- L'église paroissiale Saint-Victor de Saint-Nicolas-de-la-Grave : construite vers 1685, l'église ferme à moitié la place centrale du bourg. Elle possède un porche et un clocher octogonal de style toulousain. Son portail comporte des éléments Renaissance. Elle contient la chasse de saint Ansbert, un abbé légendaire de Moissac.
- L'église Notre-Dame du Moutet, inscrite au titre des monuments historiques en 1978[62]. De nombreux objets sont référencés dans la base Palissy (voir les notices liées)[62].
- La chapelle Notre-Dame-de-Pitié ou des-Sept-Douleurs actuelle, construite sur une initiative privée, date de 1836. Elle était destinée à remplacer la chapelle Notre-Dame-de-Pitié détruite en 1793, qui fut jadis un lieu de pèlerinage pour les marins. En effet, la ville antique était dotée d'un port fluvial et c'est donc naturellement sous la protection de saint Nicolas que cette population de pêcheurs s'est placée. Lorsque cette population s'est déplacée, une nouvelle église lui a été affectée et la paroisse primitive s'est muée en chapelle, mais elle n'a pas été abandonnée pour autant. La dévotion des mariniers se conserva d'autant plus jalousement qu'à Auvillar, la même corporation dépendait d'une chapelle particulière : il y avait échange de pèlerinages. Cependant, avec le retrait des eaux de la Garonne, la libération de la plaine basse et l'éloignement de plus en plus grand du port, les mariniers ont disparu et, avec eux, les pèlerinages en vue des « choses de la mer ».

À la suite probable d'une importante réparation ou d'une réfection, l'autorité ecclésiastique a alors orienté les dévotions dans un sens différent, ce qui expliquerait les pèlerinages des femmes venant prier pour une heureuse délivrance, et l'appellation suivante de Notre-Dame-des-Sept-Douleurs.

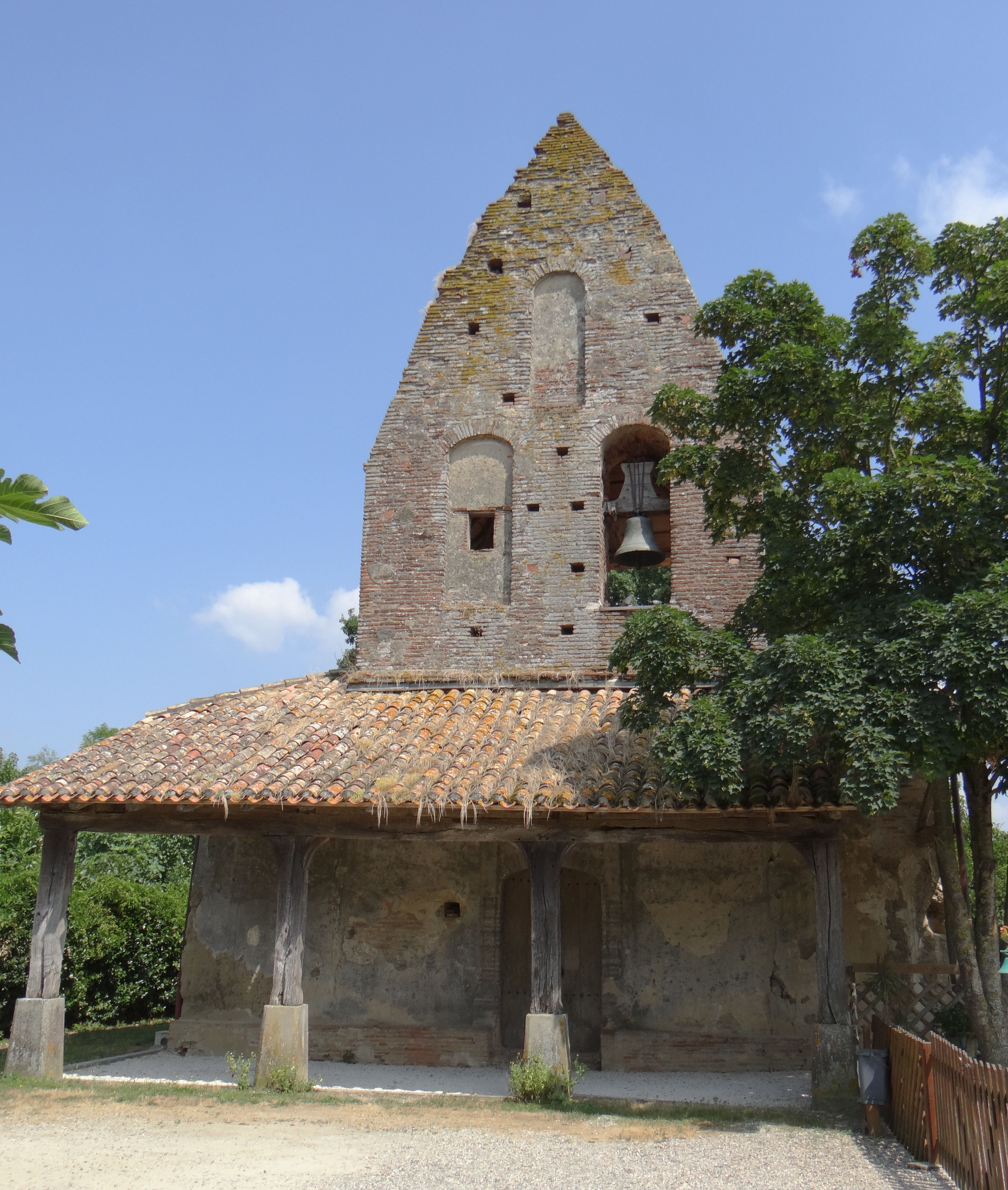
Église Notre-Dame
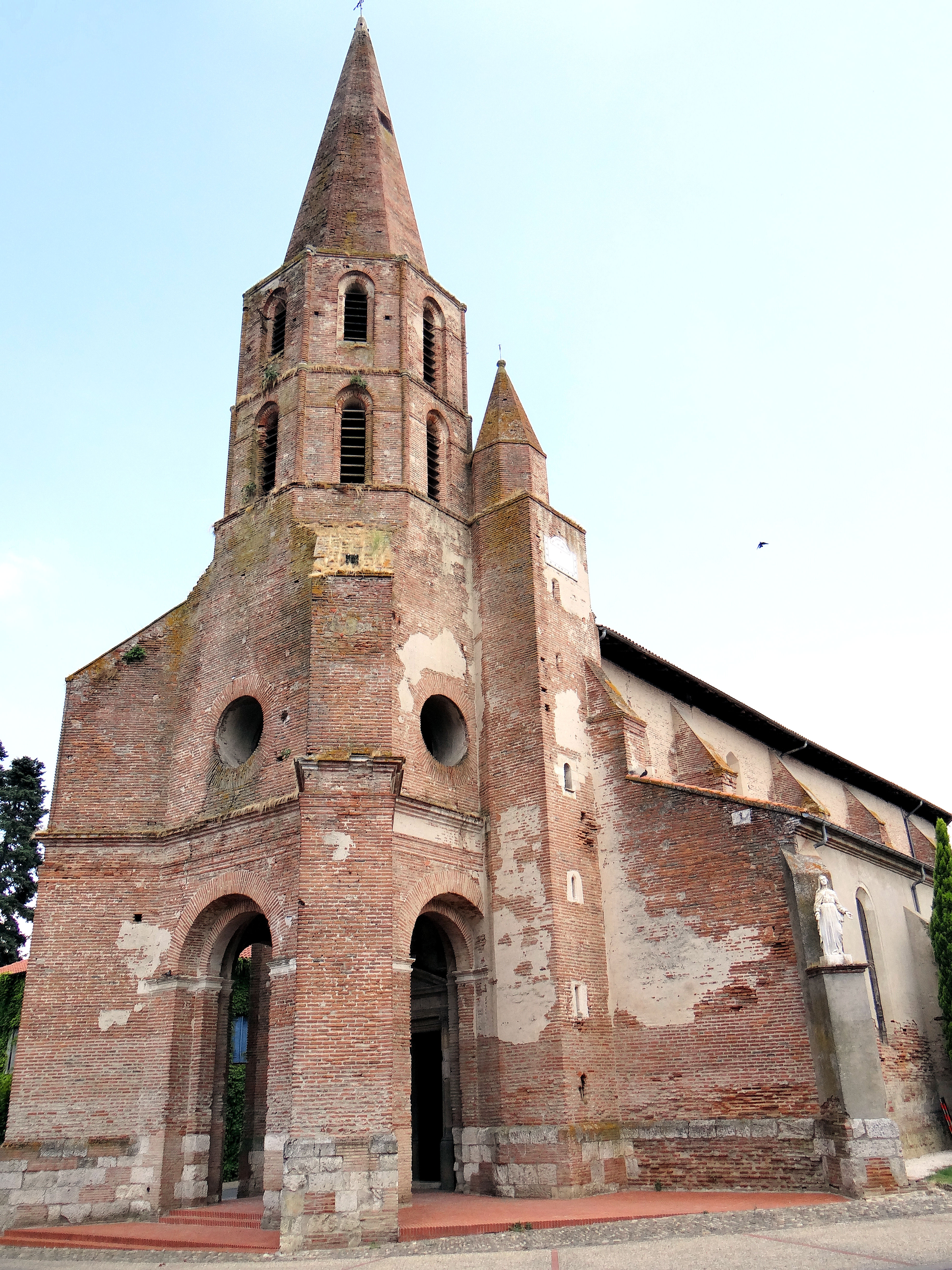
Église Saint-Victor
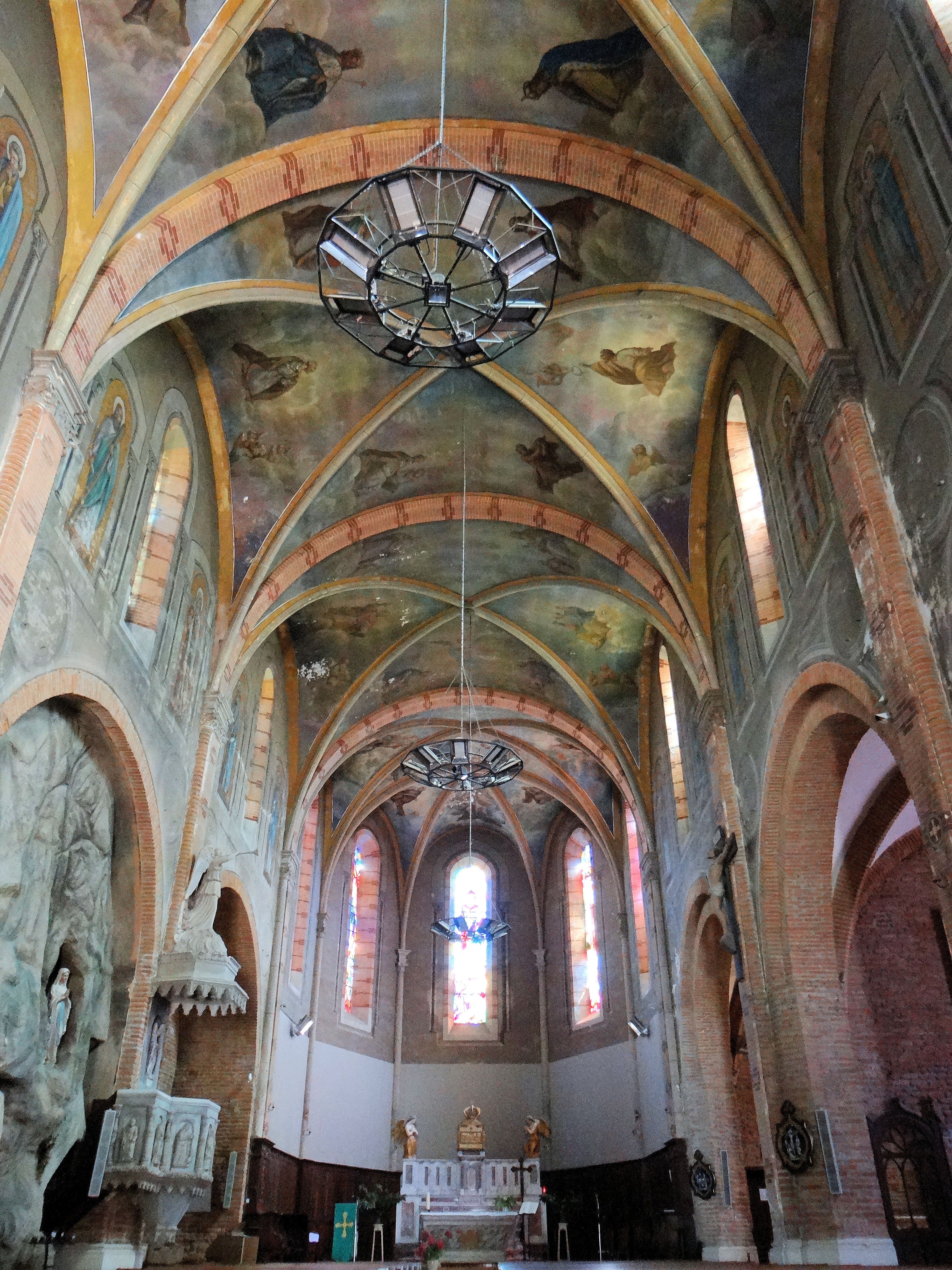
L'intérieur de l'église Saint-Victor

- Maison natale du chevalier Antoine de Lamothe-Cadillac, inscrite au titre des monuments historiques en 1973[63] et devenue le musée Lamotte-Cadillac.
- La Halle : construite en 1898 à l'emplacement d'un édifice plus ancien, la halle est située face à l'église, sur la place centrale du bourg, la place Nationale, où se tient le marché. C'est un simple parapluie métallique qui repose sur des colonnes de fonte. Elle possède deux rangées de couverts en équerre, « les cornières ».
- Le kiosque à musique a été construit en 1932 sur les allées Joseph-Lasserre. C'est le dernier témoin de l'époque où la musique était un élément dynamique de la vie sociale. Les harmonies s'y installaient le dimanche pour un concert gratuit, suivi par un public assis sur les chaises installées à l'ombre des platanes de la Promenade. Il ne reste plus beaucoup de kiosques dans la région, celui de Saint-Nicolas est le point fort des festivités locales : carnaval, bal du 14-Juillet et concerts de la Lyre de Castelsarrasin.

### Personnalités liées à la commune

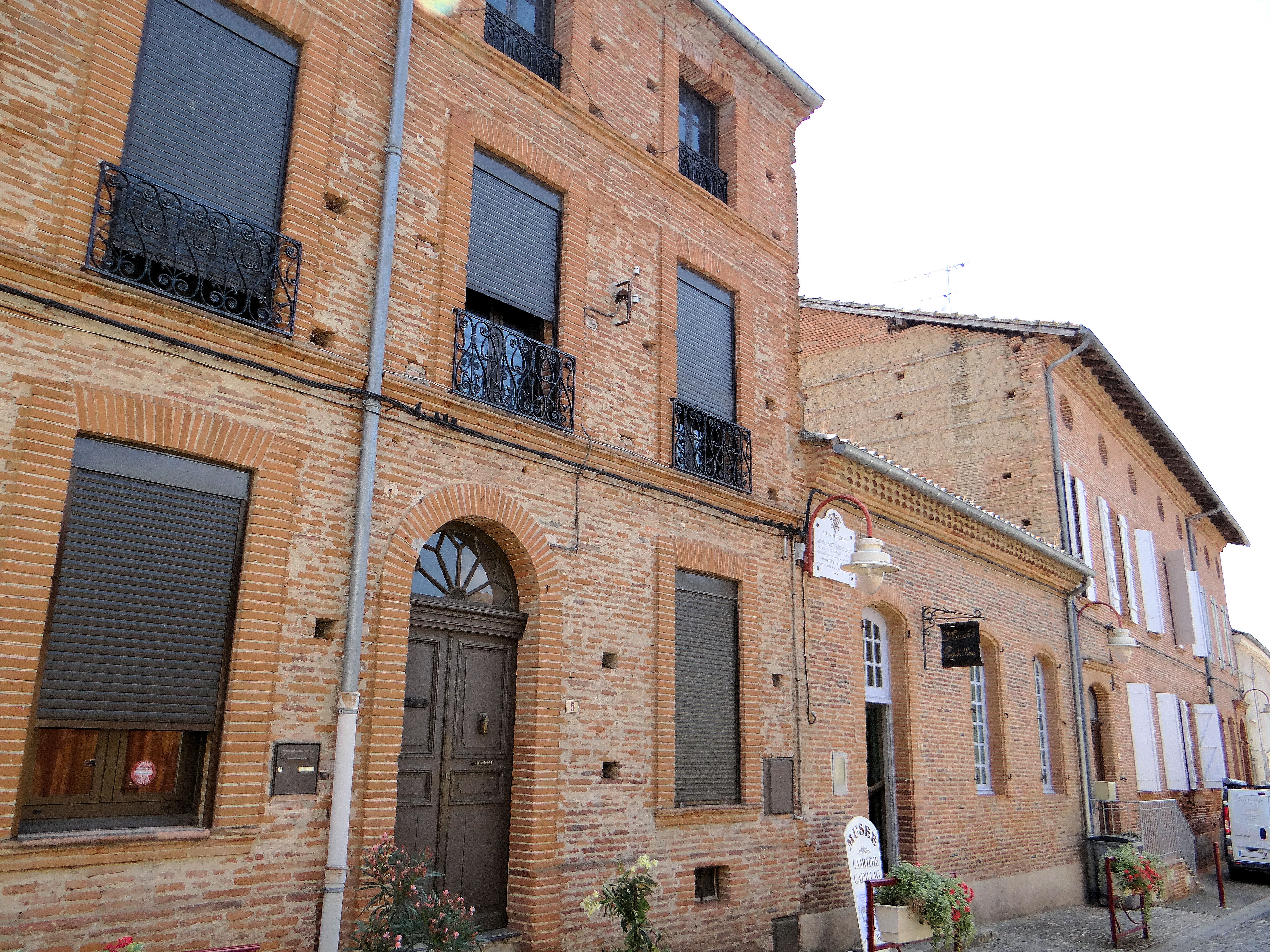
Maison natale de Lamothe-Cadillac.

- Antoine Laumet, dit Antoine de Lamothe-Cadillac, fondateur de la ville de Detroit (Michigan) en 1701 et gouverneur de la Louisiane de 1710 à 1716, y est né le 5 mars 1658. La marque américaine d'automobiles de luxe découle de son nom.
- Thomas Goulard (1697-1784), né à Saint-Nicolas, était démonstrateur royal de chirurgie et d'anatomie à Montpellier et chirurgien-major de l'hôpital militaire de cette ville. On a de lui un traité des effets des préparations de plomb, et principalement de l'extrait de saturne. Son nom est resté attaché à l'extrait de saturne, qu'on appelle communément eau de Goulard (acétate de plomb). Grand-père d'Eugène de Goulard.
- Louis-Bernard Aÿral (1736-1810), conventionnel régicide né et mort dans la commune.
- Maurice Lasserre (1862-1933), avocat, publiciste et député, né sur la commune.

### Héraldique
| Blason de Saint-Nicolas-de-la-Grave | Blason  | D'azur à la colombe d'argent tenant un rameau d'olivier de sinople en son bec. |
| Blason de Saint-Nicolas-de-la-Grave | Détails | Le statut officiel du blason reste à déterminer.                               |

## Pour approfondir